# Yuzuan yizong jinjian

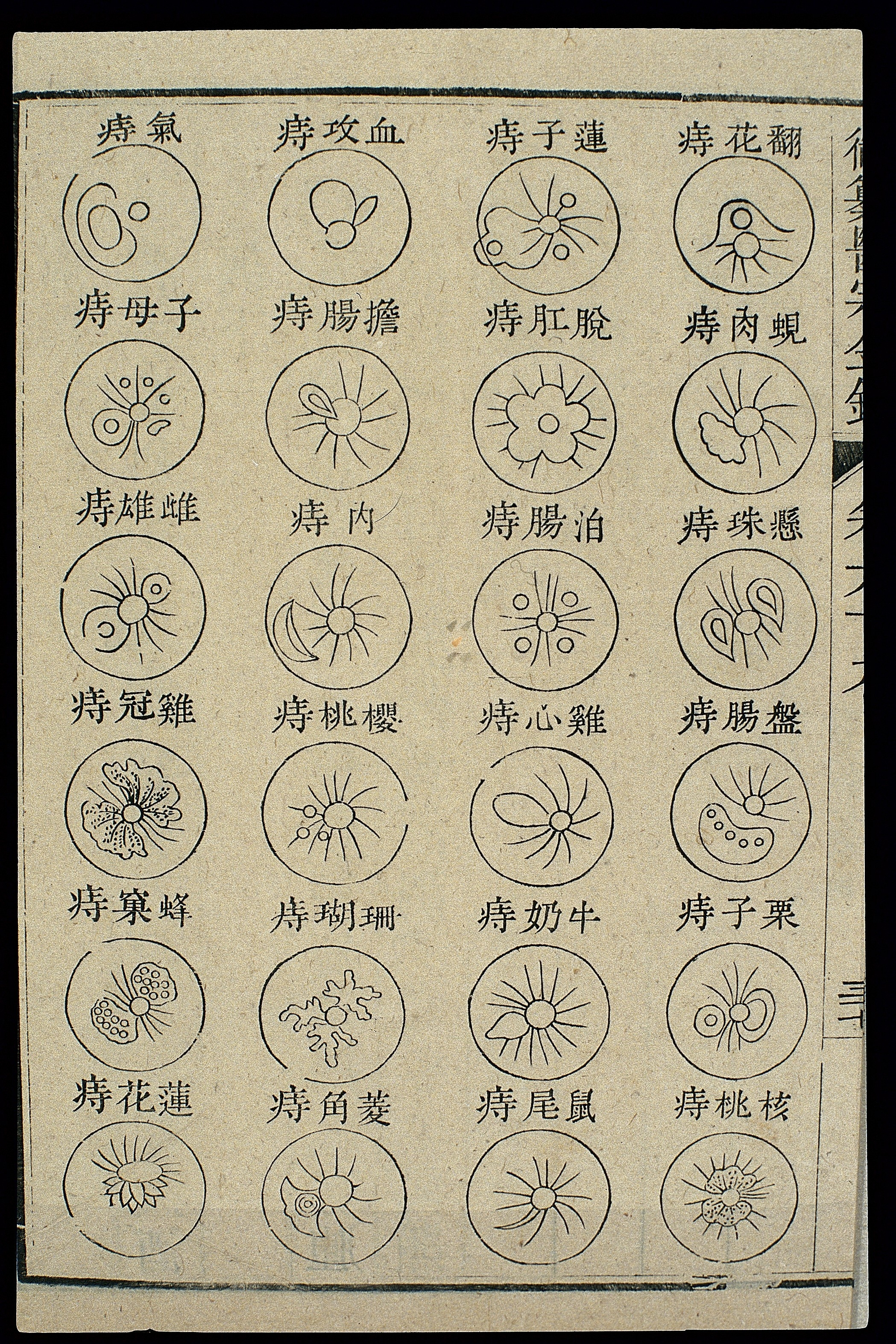
Diagrama que detalla 24 tipos de hemorroides.

El Yuzuan yizong jinjian (en chino tradicional, 御纂醫宗金鑑; pinyin, Yùzuǎn yīzōng jīnjiàn) es un compendio médico chino publicado en 1742 d. C., durante la dinastía Qing. Descrito como «uno de los mejores tratados sobre medicina general de los tiempos modernos», fue un proyecto sancionado por el emperador Qianlong y publicado por la Imprenta Imperial.

## Contenido
El texto se divide en noventa juan o tomos: setenta y cuatro tomos corresponden a medicina interna, mientras que los dieciséis restantes se refieren a cirugía general. Más de una cuarta parte del texto reproduce, con comentarios añadidos, dos partes de un trabajo anterior escrito por Zhang Zhongjing, el Shanghan zabing lun (Tratado sobre daños por frío y trastornos diversos); El trabajo de Zhang es presentado por los autores del Yuzuan yizong jinjian como fundamental para la ortodoxia médica china.
También contiene lo que es «probablemente el mayor conjunto de ilustraciones en un solo texto médico chino», con unas 484 representaciones del cuerpo humano, que van desde imágenes de manos de niños hasta una «serie de una página de 24 anos». Las representaciones de la viruela, una enfermedad que era especialmente mortal para los gobernantes de Manchuria, son particularmente prominentes y detalladas.

## Historial de publicación
Una iniciativa del emperador Qianlong que se anunció el 17 de diciembre de 1739, el Yuzuan yizong jinjian fue publicado en 1742 por la Imprenta Imperial, que lo designó como libro de texto nacional. El texto tuvo unos ochenta colaboradores, incluidos treinta y nueve miembros de la Academia Imperial de Medicina, la mayoría de los cuales provenían de la región de Jiangnan, específicamente de las provincias del sur de Anhui, Jiangsu y Zhejiang. Los médicos imperiales Wu Qian (吳謙) y Liu Yuduo (劉裕鐸) se desempeñaron como editores en jefe, bajo la supervisión del funcionario manchú Ortai.

## Legado
El Yuzuan yizong jinjian se ha destacado por «su amplitud, precisión editorial, cobertura médica y uso de rimas mnemotécnicas». Además, ha «alcanzado el estatus de un clásico médico canónico que, incluso hoy en día, sigue siendo una lectura obligatoria para los estudiosos y practicantes de la medicina tradicional china». K. Chimin Wong y Liande Wu, escribiendo en History of Chinese Medicine (1973), describen el texto como «uno de los mejores tratados sobre medicina general de los tiempos modernos».

### Citas
1. ↑  Smith, 2015, p. 363.
2. 1 2 3 4  Yang, 2021, p. 904.
3. 1 2  Wu, 2018, p. 111.
4. 1 2  Torck, 2009, p. 59.
5. ↑  Hanson, 2003, p. 133.
6. ↑  Wu, 2013, p. 177.
7. ↑  Wu, 2018, p. 112.
8. ↑  Wu, 2018, pp. 116–117.
9. ↑  Hanson, 2003, p. 117.
10. ↑  Unschuld y Zheng, 2014, p. 4.
11. ↑  Hanson, 2003, p. 116.
12. 1 2  Hanson, 2003, p. 127.
13. ↑  Hanson, 2003, p. 132.
14. ↑  Torck, 2009, p. 61.
15. ↑  Wong y Wu, 1973, p. 172.